# Stargas
La Stargas Srl è un'azienda italiana fondata nel 1980 a Pozzuoli (NA) che si occupa di sistemi di alimentazione a GPL innovativi per auto.

## Storia

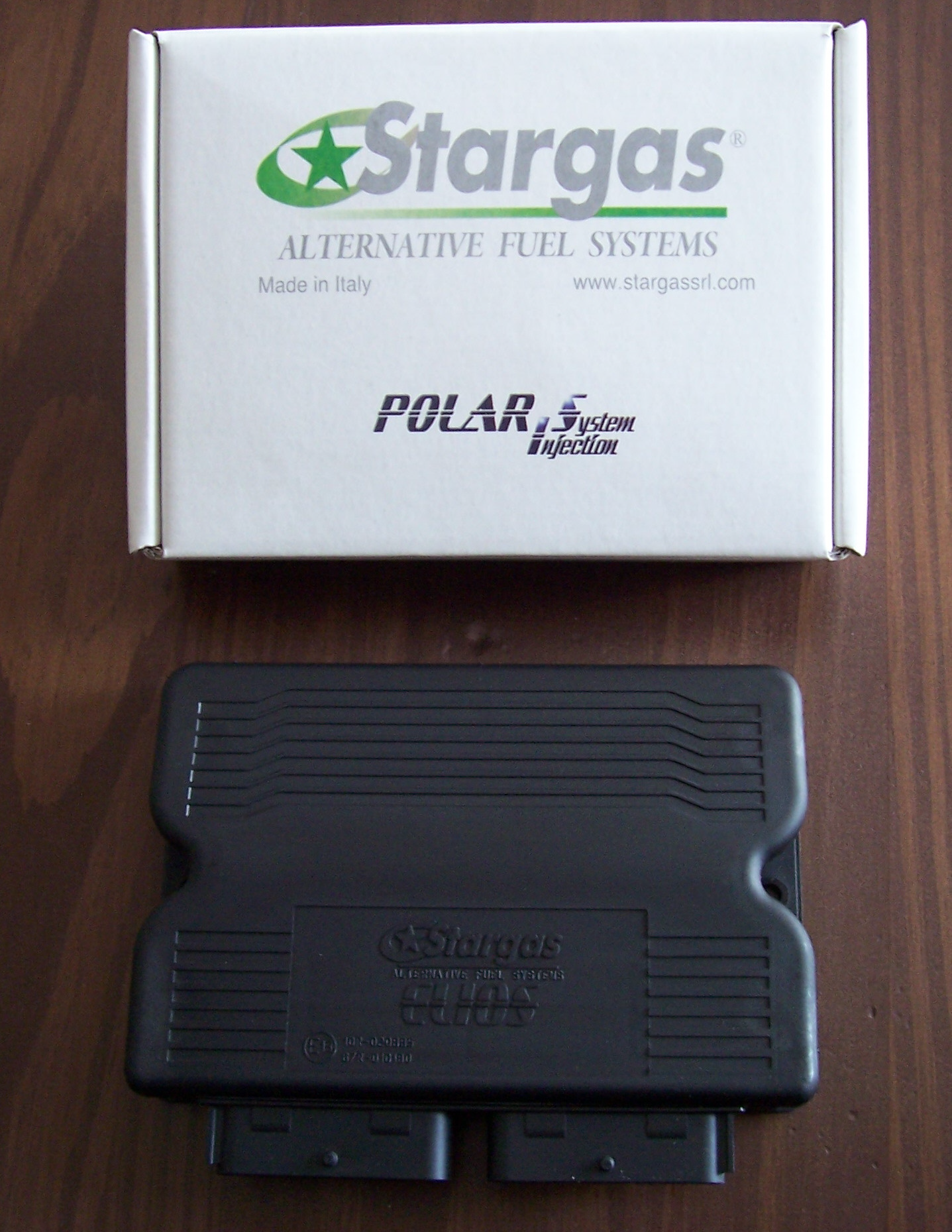
Unità elettronica di controllo Stargas Elios

Dal 1980 progetta e produce impianti gpl per autotrazione, con il primo componente ad essere interamente progettato e realizzato dall'azienda: il serbatoio cilindrico, prodotto in varie dimensioni.
Nel 1989 l'azienda ha realizzato il suo primo riduttore di pressione per GPL, progettato per avere ottime caratteristiche di affidabilità. Sempre nello stesso anno Stargas mira sempre più alla realizzazione dell'intero sistema di alimentazione, ampliando la propria gamma di prodotti con i miscelatori, le elettrovalvole gas e benzina, e le multivalvole per i serbatoi.
Nello stesso periodo l'azienda inizia la progettazione e produzione di tutta la componentistica elettronica per il controllo del sistema di alimentazione, vengono prodotti così gli emulatori di iniezione e i commutatori benzina/gpl con indicazione del livello di carburante. Con l'evolversi dell'elettronica nella gestione del motore e con le misure sempre più restrittive in tema di impatto ambientale, l'azienda ha sviluppato dapprima un sistema di controllo della carburazione che utilizza la sonda lambda.
Verso la fine degli anni '90 viene ultimata la lunga fase di progettazione di quello che è ancora oggi il prodotto di punta dell'azienda: il sofisticato sistema ad iniezione sequenziale fasata multipoint di GPL, denominato Polaris. Sviluppato e lanciato sul mercato a partire dal 2002, è stato il primo sistema di conversione a GPL di questo tipo prodotto al mondo.
Stargas esporta i suoi prodotti in diversi paesi nel mondo e ha sede in Italia, a Pozzuoli, dove si trova l'amministrazione, la direzione commerciale, lo stabilimento di produzione, l'assistenza e gli uffici tecnici di progettazione.

## Prodotti
Il prodotto di punta dell'azienda è il sistema Polaris, un sistema di conversione ad iniezione sequenziale fasata multipoint di GPL.
Il sistema Polaris ha permesso di raggiungere gli attuali limiti di emissione imposti dalle normative europee e, allo stesso tempo, garantire prestazioni motoristiche del tutto simili a quelle rilevate con l'alimentazione a benzina, con consumi inferiori rispetto ai sistemi di conversione tradizionali.
Nelle ultime evoluzioni il sistema Polaris ha ottenuto dal Ministero dei Trasporti l'omologazione DGM Euro 5 / 6 per l'installazione anche su autovetture in produzione.